# Laurel Rose Willson
Laurel Rose Willson (18 de agosto de 1941 - 8 de abril de 2002) foi uma escritora estadunidense cujas supostas acusações de que ela teria sido vítima de abuso de ritual satânico foram publicadas sob o pseudônimo de Lauren Stratford, que ela mais tarde adotaria como seu nome legal. Mais tarde, Willson assumiu a identidade de uma sobrevivente do Holocausto e adotou o pseudônimo de Laura Grabowski.

## Biografia
Willson foi adotada ainda criança por Frank Cole Willson e sua esposa, a professora Rose Gray Willson. Música talentosa desde jovem, Willson aprendeu a tocar piano, clarinete e flauta. Após concluir o ensino superior, Willson trabalhou como professora de música em uma escola pública. Mais tarde, ela residiu em Bakersfield, no estado da Califórnia, por vários anos, tornando-se conhecida nas igrejas cristãs evangélicas locais como vocalista e pianista.

## Suposta vítima de abuso de ritual satânico
Como Lauren Stratford, Willson escreveu três livros, o mais famoso dos quais foi Satan's Underground (lançado no Brasil com o título de Eu Vi o Inferno), afirmando sua suposta criação como criadora de bebês (para sacrifícios) em uma seita satânica. Willson também afirmou ter conhecimento em primeira mão de casos de alto perfil de suposto abuso de ritual satânico (incluindo os casos de abuso infantil no condado de Kern, onde ela residia), mas suas afirmações foram descartadas pelos investigadores como não confiáveis e fabricadas.
Uma investigação de Bob e Gretchen Passantino e Jon Trott para a revista cristã Cornerstone descobriu o verdadeiro nome e antecedentes familiares de Stratford, e que suas histórias de abuso eram falsas. Em entrevistas com a família e ex-amigos, foi revelado que Willson tinha um longo histórico de doença mental e fazia falsas acusações de abuso. Ela repetidamente ameaçou cometer suicídio e praticava automutilação. Ela atraiu a atenção e simpatia da escritora evangélica Johanna Michaelsen, uma das mais influentes promotoras do pânico moral satânico no período. Enquanto morava com Michaelsen, Willson afirmou ter dado à luz a três filhos como resultado de estupro; dois foram supostamente mortos em filmes snuff, e o terceiro foi supostamente sacrificado em sua presença em um ritual satânico. No entanto, a revista Cornerstone não encontrou provas de que ela já havia engravidado ou adotado uma criança.
Ela também esteve brevemente envolvida no julgamento do Caso McMartin, alegando ter testemunhado os abusos e estar envolvida em um relacionamento lésbico contínuo com Virginia McMartin.

## Falsa identidade como sobrevivente do Holocausto
Depois que seus livros foram retirados da venda por sua editora, Willson mudou legalmente seu nome para Lauren Stratford. Mais tarde, ela criaria outra identidade falsa em 1999. Fingindo ser Laura Grabowski, uma judia sobrevivente de Auschwitz-Birkenau, Willson arrecadou milhares de dólares em doações destinadas aos sobreviventes do Holocausto. Willson assumiu a identidade de uma órfã que teria sido enviada para um orfanato na Cracóvia depois de Auschwitz e teria sido adotada nos Estados Unidos em meados da década de 1950. Ela alegou ser vítima do infame médico nazista Josef Mengele, também conhecido como o Anjo da Morte. Os experimentos cruéis de Mengele a tornaram infértil e as injeções químicas cegaram seus olhos irrevogavelmente. Em sua publicação, ela escreveu um poema chamado "We Are One" para homenagear seus companheiros sobreviventes de Auschwitz. Como Grabowski, Willson fez amizade com Binjamin Wilkomirski, alegando se lembrar dele. Wilkomirski (cujo nome real é Bruno Grosjean) mais tarde foi revelado como não sendo judeu nem sobrevivente do Holocausto, ajudando na exposição de Willson como uma fraude. A Cornerstone novamente publicou uma exposição da verdadeira identidade de Laurel.